# Haplocorynus
Haplocorynus är ett släkte av skalbaggar. Haplocorynus ingår i familjen vivlar.

## Dottertaxa tillHaplocorynus, i alfabetisk ordning[1]
- Haplocorynus albosignatus
- Haplocorynus angustulus
- Haplocorynus annulipes
- Haplocorynus apicalis
- Haplocorynus apicatus
- Haplocorynus asperulatus
- Haplocorynus assiniensis
- Haplocorynus carinicollis
- Haplocorynus compressicauda
- Haplocorynus egenus
- Haplocorynus elegans
- Haplocorynus excavatus
- Haplocorynus excellens
- Haplocorynus lateralis
- Haplocorynus lebisi
- Haplocorynus lujai
- Haplocorynus maculatus
- Haplocorynus major
- Haplocorynus obscurus
- Haplocorynus ochreatus
- Haplocorynus postfasciatus
- Haplocorynus pumilus
- Haplocorynus regularis
- Haplocorynus rotundicollis
- Haplocorynus rugosus
- Haplocorynus similis
- Haplocorynus stupidus
- Haplocorynus tuberculatus